# Digué
Digué fou una població de Mali, a mig camí entre Korola i Mourdia, prop de Dibila. Estava a uns 120 km en línia recta al sud de Ouossébougou.
Era un punt central del camí entre Ousébougou i Damfa i Archinard quan anava de Nioro a Nyamina va passar per Diodomé (al nord-oest de Digué i a uns 300 km al nord-oest de Ouossébougou) i per Digna (60 km a l'oest de Ooussébougou) arribant a Ouossébougou el 6 de febrer; després, utilitzant els dos camins que portaven a Nyamina, va continuar per Guigué on va establir una petita posició militar. Després va seguir en direcció sud-est cap a Barsafé, Koro, Banamba i Kéréouane i van creuar el riu Níger a Nyamina el 17 de febrer. La posició militar de Digué fou abandonada al cap de pocs anys per manca de necessitat.